# 方济住院会教堂 (斯泰因)
方济住院会教堂（德語：Minoritenkirche）位于下奥地利城市多瑙河畔克雷姆斯的多瑙河畔斯泰因区（Stein an der Donau），是一座原修道院教堂，现由克雷姆斯声音空间（Klangraum Krems）使用。

## 历史
大约在1230年，方济住院会建立了斯泰因修道院。1264年，班贝格主教贝托德•冯•雷宁根祝圣了教堂。咏经席可能建于14世纪初。南侧钟楼的建造经历了1440年的洪水和火灾，于1444年完成。宗教改革时期，教堂在1577年用作盐场，1592年归还方济住院会。1796/1797年，修道院和教堂改为世俗用途。教堂用作烟草杂志和消防队仓库。
1992年，这座建筑改造成展览和音乐会，为克雷姆斯艺术馆（Kunsthalle Krems）的附属建筑。2002年，教堂由NÖ Festival und Kino GmbH接管，命名为“克雷姆斯声音空间”。

## 修道院
方济住院会修道院（Minoritenkloster）建筑位于教堂北侧，是一座两层四翼建筑群，环绕方形的庭院，其中一翼向西延伸，建于1715年至1727年。2007/08年，修道院建筑进行改建。开辟了以画家阿道夫•弗罗纳命名的弗罗纳论坛（Forum Frohner）、恩斯特·克热内克档案馆和斯泰因博物馆（Museum Stein）。。